# Grunder Bach
Der Grunder Bach ist ein Bach im Norden Remscheids und ein rechter Zufluss des Morsbachs. 

## Geographie

### Verlauf
Der Grunder Bach entspringt im Naturschutzgebiet Oelingrather und Grunder Bachtal nordöstlich der Ortschaft Grüne im heutigen Kempken-Holz, einem Begräbniswald.
Im nordwestlichen Talabschnitt der Ortschaft Grund nimmt er auf seiner rechten Seite den Oelingrather Bach auf. Er durchquert dann den Ort, schlägt danach einen Bogen und mündet schließlich in der Ortschaft Gründerhammer von rechts in den Morsbach.

### Zuflüsse
- Oelingrather Bach (rechts), 0,5 km